# Ministerio de Trabajo, Empleo y Seguridad Social (Paraguay)
El Ministerio de Trabajo, Empleo y Seguridad Social (MTESS), es un organismo del estado paraguayo, dependiente del poder ejecutivo de la nación. Actualmente la ministra es Mónica Recalde, quien fue nombrada durante el gobierno del presidente Santiago Peña.

## Misión
Según el propio Ministerio su misión es:

"Regir la política del Trabajo, Empleo y Seguridad Social, garantizando el cumplimiento de la normativa laboral vigente, la prevención y solución de conflictos, la mejora de las condiciones de trabajo y el respeto de los derechos fundamentales del trabajador para el progreso de nuestras empresas en beneficio del desarrollo socioeconómico del país, en un marco democrático y de diálogo social."